# Vriesea sincorana
Vriesea sincorana är en gräsväxtart som beskrevs av Carl Christian Mez. Vriesea sincorana ingår i släktet Vriesea och familjen Bromeliaceae. Inga underarter finns listade i Catalogue of Life.